# German Rovira
Germán Rovira Tarazona (* 25. April 1931 in Lleida, Spanien; † 9. Januar 2022 in Köln) war ein spanischer römisch-katholischer Priester und Theologe. Er gehörte zu den ersten Opus-Dei-Mitgliedern, die vom Gründer der Organisation nach Österreich und Deutschland entsandt wurden, um sein Werk im deutschsprachigen Raum zu verbreiten, und hat besonders den Aufbau der Strukturen des Opus Dei in dem Wallfahrtsort Kevelaer im Bistum Münster geprägt.

## Leben
Nach dem Schulabschluss besuchte er ab 1948 die Militärakademie des spanischen Heeres in Saragossa und die Infanterieakademie von Toledo, wo er vom Opus Dei angeworben wurde, dem er sich mit 19 Jahren anschloss. Nach dreijähriger Militärdienstzeit wurde er von Josemaría Escrivá zum Priestertum bestimmt, beendete seine Militärkarriere als Oberleutnant und studierte Philosophie und Theologie in Saragossa, Barcelona und Rom. 1957 wurde er in Rom zum Dr. theol. promoviert und am 10. August 1958 in Madrid zum Priester geweiht.
Anschließend wurde er von Escrivá nach Österreich entsandt und wirkte als Priester und Spanischlehrer in Wien und Graz. 1961 kam er nach Deutschland, wo er hauptsächlich in Opus-Dei-Häusern in Köln, Bonn und Freiburg wohnte, zeitweise als Studentenpfarrer tätig war und an Realschulen in Homburg, Köln, Essen und Gelsenkirchen Religion unterrichtete. Schon seit Ende der 1950er Jahre war er mit dem im Bistum Münster wirkenden Priester Richard Schulte Staade verbunden, der 1975 Wallfahrtsdirektor in Kevelaer wurde und dem Opus Dei unter dem Münsteraner Bischof Reinhard Lettmann den Einstieg in den dortigen Wallfahrtsbetrieb vermittelte. Die internationalen Kontakte Roviras ermöglichten den Besuch von Papst Johannes Paul II. in Kevelaer am 25. April 1987 während seines zweiten Deutschlandbesuchs und die Ausrichtung eines Mariologischen Weltkongresses in Kevelaer im September 1987, an dem unter anderem Mutter Teresa und Kardinal Ratzinger teilnahmen und als dessen Generalsekretär German Rovira fungierte.
Als Mitbegründer (mit Richard Schulte-Staade) und langjähriger Vorsitzender (zuletzt Ehrenvorsitzender) des 1977 errichteten Internationalen Mariologischen Arbeitskreises in Kevelaer (IMAK, seit 1980 e. V.), einer Einrichtung des Opus Dei, war er Mitherausgeber (mit Johannes Stöhr) des Mariologischen Jahrbuchs und des ebenfalls vom Mariologischen Arbeitskreis herausgegebenen Periodikums Mariologisches (erschien als regelmäßige Beilage der Zeitschrift Theologisches, später viermal jährlich als Beilage der Wochenzeitung Die Tagespost) und leitete zusammen mit Jutta Burggraf die Redaktion der IMAK-Beilage Josefstudien.
Rovira war Mitglied der Internationalen Marianischen Päpstlichen Akademie. Er hat sich theologisch besonders mit der Gestalt des heiligen Josef befasst und wird deswegen bisweilen als „Josefstheologe“ bezeichnet. Er war Vorsitzender des IMAK-Arbeitskreises für Josefstudien, der bis 2015 einmal jährlich zum Josefstag am 19. März das mehrseitige Andachtsblatt Josefstudien veröffentlichte, das der Zeitung Die Tagespost beilag. Bis einige Jahre vor seinem Tod leitete er die jährlichen IMAK-Tagungen, hielt monatliche Einkehrtage in Kevelaer und organisierte und begleitete viele Wallfahrten nach Spanien, Italien und ins Heilige Land.
German Rovira lebte in einem Kölner Opus-Dei-Haus. Sein 60-jähriges Priesterjubiläum feierte er 2018 in der von Priestern der Prälatur geleiteten Kölner Innenstadtpfarrei St. Pantaleon; die Festpredigt hielt der Kölner Opus-Dei-Priester und Monsignore Cesar Martinez.
Rovira starb 2022 im Alter von 90 Jahren und wurde in einer Gemeinschaftsgrabstätte von Opus Dei auf dem Kölner Melaten-Friedhof beigesetzt.

## Familie
Seine Eltern waren Ana María Tarazona Miró sowie der Politiker Joan Rovira i Roure, ein Abgeordneter im katalanischen Parlament und ab 1935 Bürgermeister von Lérida. Der überzeugte Katholik und Katalanist gehörte dem mit der CEDA verbundenen katalanischen Rechtsparteienbündnis Front Català d’Ordre an und wurde im Vorfeld der Februarwahl 1936, ein halbes Jahr vor dem Ausbruch des Spanischen Bürgerkrieges, durch ein Volkstribunal irregulär hingerichtet, weil er einen traditionellen Weihnachtsritt durchführen ließ, der als politische Demonstration gegen die linke Volksfront (bzw. deren katalanischen Ableger, die „Katalanische Linksfront“ Front d'Esquerres de Catalunya) aufgefasst wurde. Ein Seligsprechungsverfahren als Märtyrer zusammen mit Bürgerkriegsopfern ist nicht abgeschlossen.
Germán Rovira wuchs mit zwei Brüdern und einer Adoptivschwester auf. Der Bruder Juan Rovira Tarazona (1930–1990) gehörte ebenfalls dem Opus Dei an und arbeitete in der Francozeit als hoher Ministerialbeamter im spanischen Finanzministerium; er schloss sich in der Transitionszeit der UCD an und war bis 1980 spanischer Gesundheitsminister unter Adolfo Suárez.

## Publikationen
Eigene Schriften
- Die Erhebung des Menschen zu Gott. Christliches Gottesbild und christliches Menschenbild. Pustet, Salzburg 1979, ISBN 3-7025-0159-2
- Das Persönlichkeitsrecht auf Arbeit. Trinitarische Konstitution und personale Berufung. Pustet, Salzburg 1978, ISBN 3-7025-0151-7
- mit Joseph Schumacher und Johannes Stöhr: Maria im Geheimnis Christi und der Kirche. Ein Glaubensbuch. Mit einem Geleitwort von Bischof Franz Hengsbach. Naumann, Würzburg 1987, ISBN 3-88567-055-0

Zahlreiche Einzelschriften von German Rovira sind als Broschüren oder Taschenbücher im Eigenverlag beim Internationalen Mariologischen Arbeitskreis in Kevelaer erschienen.
Herausgeberschaften
- Die Mutter der schönen Liebe. Die Marienverehrung im Leben der Kirche und der Christen. Naumann, Würzburg 1982, ISBN 3-88567-036-4 
(mit Aufsätzen von Anton Ziegenaus, Leo Scheffczyk, Ekkart Sauser, Leo Elders, Franz Courth, Ernesto Corripio, Josef Stimpfle u. a.)[15]
- Der Widerschein des Ewigen Lichtes. Marienerscheinungen und Gnadenbilder als Zeichen des Gotteskraft. Butzon und Bercker, Kevelaer 1984, ISBN 978-3-76669-342-6
(mit Beiträgen von Remigius Bäumer, Hortense von Gelmini, Laurentino María Herrán, Johannes B. Torelló, Josef Scharbert, Joseph Schumacher u. a.)
- Maria. Gehorsam und Freiheit im Urbild der Kirche. Verlag Ursula Zöller, Aschaffenburg 1994, ISBN 978-3-92873602-2 (mit Beiträgen von Manfred Hauke, Kurt Krenn u. a.)
- Joseph Kardinal Ratzinger, Joachim Kardinal Meisner, Leo Kardinal Scheffczyk: Immaculata. Gedanken zur Unbefleckten Empfängnis. Fe Medienverlag, Kißlegg 2004, ISBN 3-92892-970-4
- mit Richard Schulte-Staade: Joseph von Nazareth. Der Mann im Hintergrund. Sankt Ulrich Verlag, Augsburg 2007, ISBN 978-3-86744-001-1

Weitere von German Rovira herausgegebene Sammelbände sind in der Reihe Marianische Schriften des Internationalen Mariologischen Arbeitskreises Kevelaer (Ludgerus Verlag, Essen) erschienen.